# Protek Gesellschaft für Industrieentwicklungen
Die Protek Gesellschaft für Industrieentwicklungen mbH war ein deutscher Hersteller von Automobilen.

## Unternehmensgeschichte
Hans Trippel betrieb bis zum Ende des Zweiten Weltkrieges das Trippelwerk und stellte Schwimmwagen her. 1949 gründete er ein neues Unternehmen in Stuttgart und begann mit der Entwicklung von Automobilen. Der Markenname lautete erneut Trippel. 1950 zog das Unternehmen nach Tuttlingen und 1951 zurück nach Stuttgart. 1958 wurde das Unternehmen aufgelöst.

## Fahrzeuge
Die wichtigste Modellreihe, die als Trippel in Serienproduktion ging, war die Baureihe SK 10. Sie bestand aus den Modellen SK 10 (TE 106), SK 10 (TE 107) und SK 10 Sport. Dies waren kleine Coupés und Cabriolets mit 500 cm³ bis 600 cm³ Hubraum. Hiervon entstanden etwa 25 Exemplare. Vom Trippel 750 wurden 1956 zwei Exemplare gefertigt.

## Fahrzeugentwicklungen und Lizenzvergaben
Automobiles Marathon aus Paris stellte zwischen 1953 und 1955 Fahrzeuge her, die Protek entwickelt hatte. Das Fahrzeugwerk Weidner aus Schwäbisch Hall sowie Ateliers de Constructions Mécaniques Ch. Wilford et Fils aus Belgien erwarben eine Lizenz des Trippel 750.